# Charaxes orilus
Espèce
Charases orilus est une espèce d'insectes lépidoptères  appartenant à la famille des Nymphalidae, à la sous-famille des Charaxinae et au genre Charaxes.

## Dénomination
Charaxes orilus a été nommé par Arthur Gardiner Butler en 1869.

## Description
Charaxes orilus est un grand papillon au dessus marron foncé presque noir ornementé de blanc, avec des ailes antérieures très concaves ornées d'une ligne submarginale de taches blanches et des ailes postérieures à portion basale marron foncé et reste blanc orné d'une ligne submarginale de chevrons marron. 

## Écologie et distribution
Il est présent en Indonésie à Timor, à Wetar et à Kisar.

### Protection
Pas de protection : il est en vente libre sur internet.